# Luboš Tomíček (1956)
Luboš Tomíček (* 10. července 1956) je bývalý československý motocyklový závodník, reprezentant v ploché dráze. Jeho otcem byl plochodrážní závodník Luboš Tomíček a jeho syn Luboš Tomíček je současný český plochodrážní závodník.

## Závodní kariéra
Závodil za Rudou hvězdu Praha. Byl juniorským mistrem Československa 1976, v mistrovství Československa 1977 skončil na 16. místě. V roce 1977 ukončil závodní kariéru po vážné havárii při dlouhé ploché dráze v Mariánských Lázních. Po skončení závodní kariéry pracoval jako ladič motorů.